# Humanics

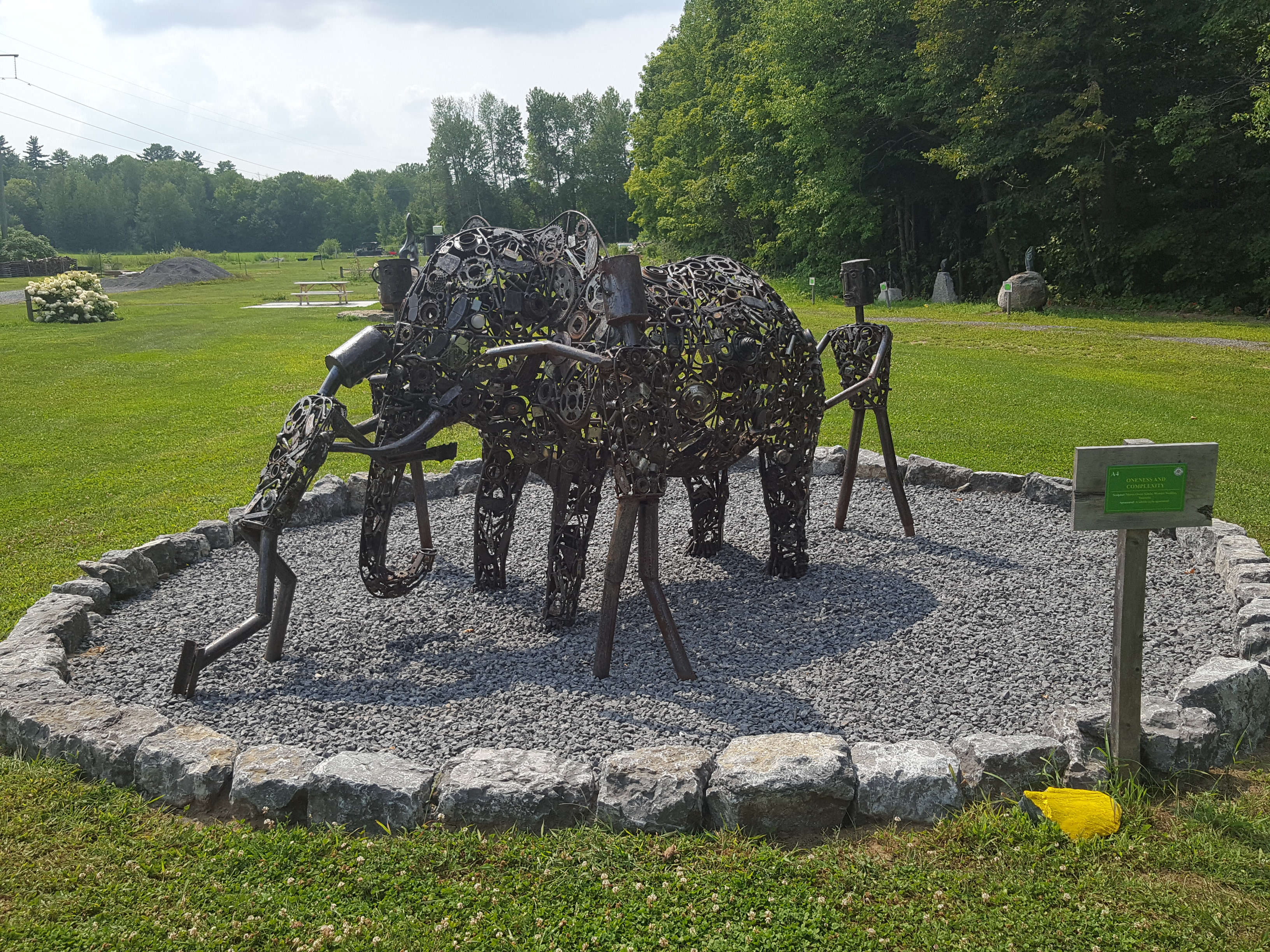
Scultura "Unità e Complessità" nella piazza principale del parco

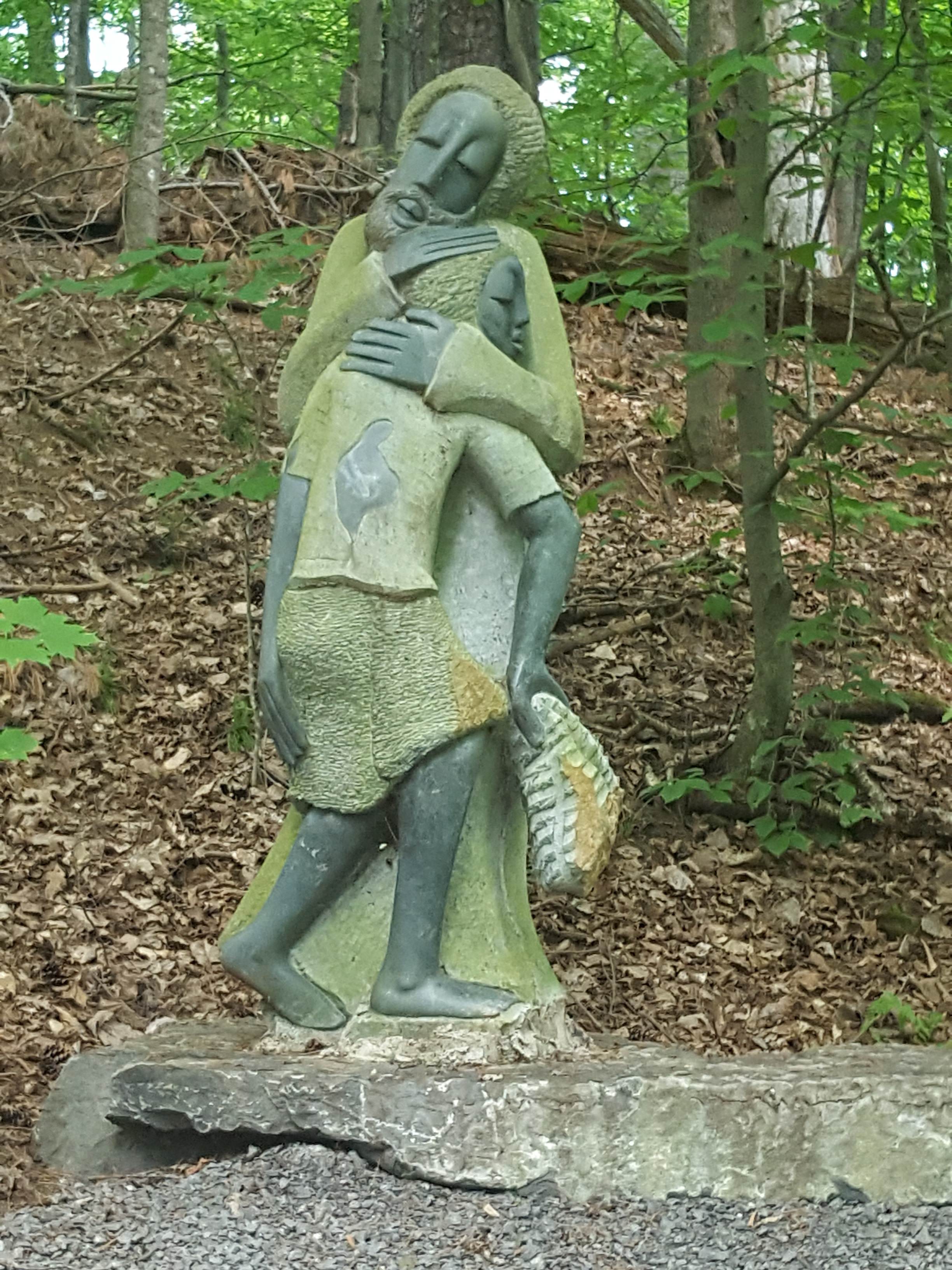
Il ritorno del figlio prodigo (la zona del "cristianesimo")

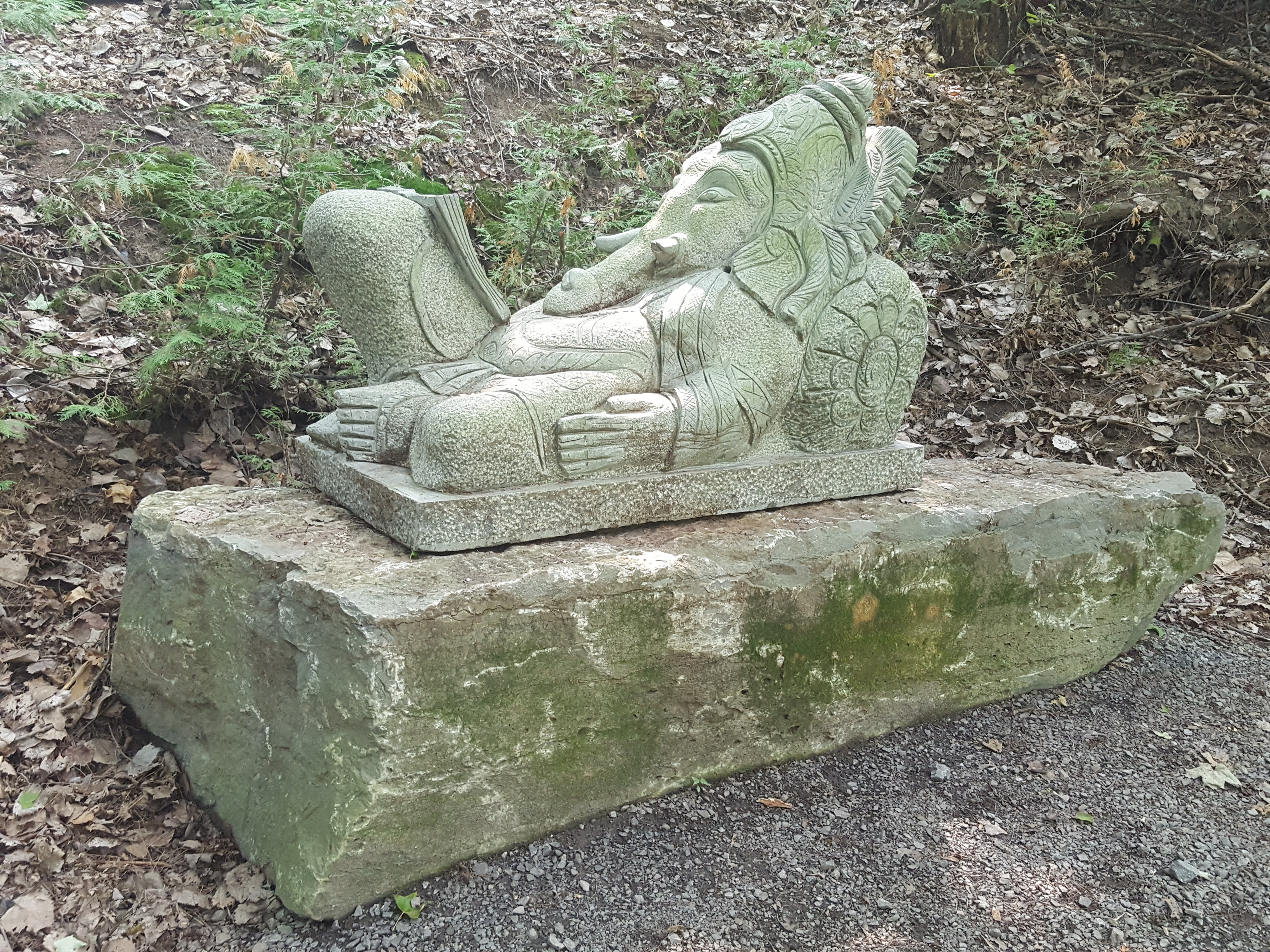
Ganesha, un dio con la testa di elefante e una proboscide-lingam (la zona del "Induismo")

Humanics Sanctuary and Sculpture Park Humanics (il Santuario e Parco delle Sculture Humanics) è un'attrazione turistica nella capitale canadese, Ottawa.
È un parco paesaggistico privato con sculture raffiguranti figure di culto, eventi chiave o concetti astratti associati alla maggior parte delle religioni, delle mitologie e degli insegnamenti etici del mondo. Il parco è un'organizzazione senza scopo di lucro e il costo per visitarlo è piuttosto basso.

## Storia
Il parco è stato fondato nel luglio 2017 dal dottor Ranjit Perera in un sito appositamente acquistato a Cumberland Township (il sobborgo orientale di Ottawa, amministrativamente parte della città) al 3468 di Old Montreal Road.
All'inaugurazione hanno partecipato il primo ministro Justin Trudeau, la prima ministra dell'Ontario Caitlin Wynn, il sindaco di Ottawa Jim Watson e altri ospiti d'onore. 
Da allora il fondatore, con fondi propri e donazioni, ha continuato a installarvi nuove sculture tematiche.

## Sculture
Attualmente, nel parco esistono le seguenti sezioni:
- Area A Unità di Realtà
- Area B Dignità umana e rispetto
- Area C Connettività
- Area D Buddhismo
- Area E Induismo
- Area F Cristianesimo
- Area G Responsabilità umana
- Area H Confucianesimo
- Zona I Ebraismo
- Area J Spiritualità indigena (Inuit e altri popoli indigeni in Canada e in altre regioni delle Americhe)
- Area K Zoroastrismo
- Area L Taoismo e Shintoismo
- Area M Giainismo
- Area N Sikhismo
- Area O Bahá'í
- Area P Islam

Le aree H e da K a P sono ancora in fase di sviluppo.
Alcune delle sculture furono commissionate direttamente a maestri aborigeni (o africani) e trasportate in Canada.
Il visitatore medio trascorre da 1 a 1,5 ore nel parco.